# Chionea belgica
Chionea belgica là một loài ruồi trong họ Limoniidae. Chúng phân bố ở miền Cổ bắc.